# Montaldo Roero
Montaldo Roero là một đô thị tại tỉnh Cuneo trong vùng Piedmont của Italia, vị trí cách khoảng 35 km về phía đông nam của Torino và khoảng 50 km về phía đông bắc của Cuneo. Tại thời điểm ngày 31 tháng 12 năm 2004, đô thị này có dân số 889 người và diện tích là 12 km².
Montaldo Roero giáp các đô thị: Baldissero d'Alba, Ceresole Alba, Corneliano d'Alba, Monteu Roero và Vezza d'Alba.